# Afrolimnophila amabilis
Afrolimnophila amabilis là một loài ruồi trong họ Limoniidae. Chúng phân bố ở miền Tân bắc.